# 십호
10호(十號,
영어: ten epithets,
ten epithets of the Buddha)는 붓다 가우타마 또는 부처의 지위에 오른 모든 깨달은 자를 칭하는, 《장아함경》《잡아함경》《불설십호경(佛說十號經)》 등의 경전과 《대지도론(大智度論)》《대승의장(大乘義章)》 등의 불교 논서들에 나오는, 아래 목록의 부처의 10가지 다른 이름 또는 부처의 10가지 명호를 말하며, 모든 깨달은 자들이 가지는 10가지 뛰어난 공덕(功德)을 보여준다. 여래10호(如來十號,
영어: ten epithets of tathagata) · 10종통호(十種通號) · 불타10호 (佛陀十號) 또는 불10호(佛十號)라고도 한다.
아래 목록에서 각 항목의 첫 호칭은 《불설십호경》에 나오는 호칭이다. 《불설십호경》은 10세기 말 인도 출신의 승려 천식재(天息災)가 번역한 경전으로, 아난다가 고타마 붓다에게 10호에 대해 묻자 고타마 붓다가 비구들에게 10가지 호칭에 대해 그 유래와 함께 설명하는 짧은 경전이다.
1. 여래(如來, 산스크리트어: tathāgata, 영어: thus gone, thus come) 
또는 다타아가타(多陀阿伽陀) · 여시래(如是來)
2. 응공(應供, 산스크리트어: arhat, 영어: worthy one) 
또는 아라한(阿羅漢) · 아라가(阿羅呵) · 아라하(阿羅呵) · 살적(殺賊) · 불생(不生) · 응수공양(應受供養)
3. 정등각(正等覺, 산스크리트어: samyak-saṃbuddha, 영어: perfectly self-enlightened) 
또는 정변지(正遍知) · 삼먁삼불타(三藐三佛陀) · 정각자(正覺者) · 정등각자(正等覺者) · 무상정등각자(無上正等覺者)[13]
4. 명행족(明行足, 산스크리트어: vidyā-carana-sajpanna, 영어: perfected in knowledge and conduct) 
또는 비치차라나삼반나(鞞侈遮羅那三般那) · 명행구족(明行具足)
5. 선서(善逝, 산스크리트어: sugata, 영어: well gone) 
또는 수가타(修伽陀) · 호거(好去) · 호설(好說)
6. 세간해(世間解, 산스크리트어: loka-vid, 영어: knower of the world) 
또는 노가비(路迦憊) · 지세간(知世間)
7. 무상사(無上士, 산스크리트어: anuttara, 영어: unsurpassed) 
또는 아뇩다라(阿耨多羅) · 무상(無上) · 무답(無答)
8. 조어장부(調御丈夫, 산스크리트어: purusa-damya-sārathi, 영어: leader of persons to be tamed) 
또는 부루사담먁바라제(富樓沙曇藐婆羅提) · 가화장부조어사(可化丈夫調御師)
9. 천인사(天人師, 산스크리트어: śāstā deva-manusyānāṃ, 영어: teacher of the gods and humans) 
또는 사다제바마누사남(舍多提婆魔㝹舍喃) · 천인교사(天人教師)
10. 불세존(佛世尊, 산스크리트어: buddha, bhagavat,[14][15] 영어: the Blessed One or fortunate one) 
또는 불(佛, 산스크리트어: buddha) · 불타(佛陀, buddha) · 지자(知者, buddha) · 아는 자[知者, buddha] 
또는 세존(世尊, 산스크리트어: bhagavat) · 바가바(婆伽婆, bhagavat) · 박가범(薄伽梵, bhagavat)

10호는 경전과 논서에 따라 약간의 차이가 있기 때문에, 그 모두가 위 목록과 완전히 일치하는 것은 아니다. 예를 들어, 무상사와 조어장부를 합하여 무상사조어장부(無上士調御丈夫)로 하고 불세존(佛世尊)을 불(佛)과 세존(世尊)으로 분리하여 10호를 만드는 경우가 있다.
용수의 《대지도론》 제2권 등에 따르면, 부처의 호칭은 부처가 지닌 공덕을 가리켜 붙여진 것이기 때문에 부처의 공덕이 무한하므로 부처의 호칭도 무한하며, 그 호칭들 중에서 많은 사람들이 알고 있는 큰 호칭이 바가바(婆伽婆, 산스크리트어: bhagavat)이며 이외에도 여래(如來) 등의 10호(十號)와 그외 다른 이름들이 있다. 혜원도 《대승의장》 제20권에서 여래의 덕이 무한하므로 그 호칭도 무한하다고 말하고 있으며, 10호는 부처의 여러 호칭 가운데 경전과 논서에서 한결같이 언급되고 반복하여 언급되는 특정한 호칭들이라고 말하고 있다.
불교에서 10호는 단순히 호칭의 나열에 그치지 않으며 수행에서 사용되는데, 예를 들어 염불(念佛) · 염법(念法) · 염승(念僧) · 염계(念戒) · 염시(念施) · 염천(念天)의 6념(六念) 즉 6가지 염(念)의 수행법 가운데 염불(念佛)은 여래(如來) · 응공(應供) · 정등각(正等覺) 등의 10호를 염(念)하는 것이다. 6념은 《장아함경》 제2권, 《잡아함경》 제33권, 《북본열반경》 제18권, 《관불삼매경》 제6권, 《대지도론》 제11권과 제22권, 《해탈도론》 제3권, 《대승의장》 제20권 등에 나오는 수행법으로 초기불교, 북방과 남방의 부파불교, 대승불교 전체에 걸친 불교 일반의 보편적인 수행법이다. 그리고 《장아함경》과는 달리 《잡아함경》에서 여래10호는 6념의 염불(念佛) 등과 같은 수행을 설할 때 그 일부로서 주로 설해지고 있다.

## 경전·논서별 목록
아래의 경전들과 논서들은 시대 순으로 나열되어 있다, 경전의 경우 성립 연대를 알 수 없는 경우 번역자가 번역한 연대를 기준으로 사용하고 있다.
- 장아함경(長阿含經): 불멸후 100년에 결집, 서력 기원 전후에서 1세기 후반에 산스크리트어로 기록되고 구성 · 편찬됨, 후진(後秦)시대에 불타야사와 축불념이 413년에 장안(長安)에서 한역[27]
- 대지도론(大智度論): 대승불교 중관학파의 개조인 용수(150?~250?)의 저작,[28] 후진(後秦)시대 구마라습이 402~406년에 한역[29]
- 대승의장(大乘義章): 지론사인 수나라 시대의 혜원(慧遠: 523~592)의 저작[30][31]
- 불설십호경(佛說十號經): 10세기 말 인도 출신의 송나라 시대의 승려 천식재(天息災: ?~1000)의 번역[10][32]

### 장아함경
10호는 《장아함경》 제13권 〈20. 아마주경(阿摩晝經)〉과 제15권 〈22. 종덕경(種德經)〉에서 아래 인용문과 같이 전체적으로 설명되어 있지 않고 산발적으로 설명되고 있으며, 그 설명의 서두에서 단순 열거되고 있다.
| 제13권 〈20. 아마주경(阿摩晝經)〉 | 제15권 〈22. 종덕경(種德經)〉 |
| --- | --- |
| 1. 여래(如來) 2. 응공(應供) 3. 정변지(正遍知) 4. 명행족(明行足) 또는 명행구족(明行具足) 5. 위선서(爲善逝) 또는 선서(善逝) 6. 세간해(世間解) 7. 무상사(無上士) 8. 조어장부(調御丈夫) 9. 천인사(天人師) 10. 불세존(佛世尊) 또는 불(佛) · 세존(世尊) | 1. 여래(如來) 2. 응공(應供) 3. 정변지(正遍知) 4. 명행성(明行成) 5. 선서(善逝) 6. 세간해(世間解) 7. 무상사(無上士) 8. 조어장부(調御丈夫) 9. 천인사(天人師) 10. 불세존(佛世尊) 또는 불(佛) · 세존(世尊) |

 摩納白佛言。瞿曇。何者是無上士。明行具足。　佛告摩納。諦聽。諦聽。善思念之。當為汝說。　對曰。唯然。願樂欲聞。　佛告摩納。若如來出現於世。應供．正遍知．明行足．為善逝．世間解．無上士．調御丈夫．天人師．佛．世尊。於一切諸天．世人．沙門．婆羅門．天．魔．梵王中。獨覺自證。為人說法。上語亦善．中語亦善．下語亦善。義味具足。開清淨行。若居士．居士子及餘種姓。聞正法者即生信樂。

 
마납이 부처님께 여쭈었다.

“구담이시여, 어떤 사람이 무상사(無上士)이고 지혜와 행을 구족한 자[明行具足]입니까?”

부처님께서 마납에게 말씀하셨다.

“자세히 듣고 자세히 들어서 잘 생각하고 기억하라. 마땅히 너를 위하여 설명하리라.”

그는 대답했다.

“예, 즐겨 듣고자 합니다.”

부처님께서 마납에게 말씀하셨다.

“마납아, 만일 여래(如來)가 세상에 나타나면 그는 응공(應供) · 정변지(正遍知) · 명행족(明行足) · 선서(善逝) · 세간해(世間解) · 무상사(無上士) · 조어장부(調御丈夫) · 천인사(天人師) · 불세존(佛世尊)이니라. 그는 모든 하늘 신과 세상 사람 · 사문 바라문 · 하늘 악마 · 범왕 가운데서 홀로 깨달아 스스로 증험했다. 남을 위해 법을 설명할 때에는 처음에 하는 말도 좋고 중간에 하는 말도 좋으며 맺는 말도 또한 좋고 의미도 구족하여 청정한 행을 행하게 한다. 혹 거사(居士)나 거사의 아들이나 그 밖의 종성들도 이 바른 법을 들은 사람은 곧 믿음과 즐거운 마음을 내게 될 것이다.
 — 《장아함경》 제13권 〈20. 아마주경(阿摩晝經)〉. 한문본 & 한글본
 爾時。種德婆羅門白佛言。云何為戒。　佛言。諦聽。諦聽。善思念之。吾當為汝一一分別。　對曰。唯然。願樂欲聞。　爾時。世尊告婆羅門曰。若如來出現於世。應供．正遍知．明行成．善逝．世間解．無上士．調御丈夫．天人師．佛．世尊。於諸天．世人．沙門．婆羅門中。自身作證。為他人說。上中下言。皆悉真正。義味具足。梵行清淨。若長者．長者子聞此法者。信心清淨。信心清淨已。作如是觀。

 
그 때 종덕 바라문이 부처님께 여쭈었다.

“어떤 것을 계(戒)라 합니까?”

부처님께서 말씀하셨다.

“자세히 듣고 자세히 들어 잘 생각하고 기억하십시오. 나는 마땅히 그대를 위해 하나하나 분별해 드리겠습니다.”

그는 대답했다.

“예, 기꺼이 듣기를 원합니다.”

그 때 세존께서는 바라문에게 말씀하셨다.

“만일 여래(如來)가 세상에 나타나면 그는 응공(應供) · 정변지(正遍知) · 명행성(明行成) · 선서(善逝) · 세간해(世間解) · 무상사(無上士) · 조어장부(調御丈夫) · 천인사(天人師) · 불세존(佛世尊)이 될 것입니다. 모든 하늘과 세상 사람과 사문과 바라문 가운데서 그는 스스로 증득한 것을 남을 위해 설법합니다. 그 말은 처음과 중간과 끝이 다 바르고 참되며 의미가 구족하고 범행이 청정합니다. 만일 장자나 장자의 아들이 이 법을 들으면 신심(信心)이 청정하게 될 것이고, 신심이 청정해지면 이렇게 생각할 것입니다.
 — 《장아함경》 제15권 〈22. 종덕경(種德經)〉. 한문본 & 한글본

### 잡아함경
《잡아함경》 제33권 〈931. 수습주경(修習住經)〉에서는 염불(念佛) · 염법(念法) · 염승(念僧) · 염계(念戒) · 염시(念施) · 염천(念天)의 6념(六念)의 수행법의 첫 번째인 염불의 구체적인 항목으로서 다음 목록의 10호를 설하고 있다.
1. 여래(如來)
2. 응(應) 또는 응공(應供)
3. 등정각(等正覺)
4. 명행족(明行足)
5. 선서(善逝)
6. 세간해(世間解)
7. 무상사(無上士)
8. 조어장부(調御丈夫)
9. 천인사(天人師)
10. 불세존(佛世尊) 또는 불(佛) · 세존(世尊)

 佛告摩訶男。若比丘在於學地。求所未得。上昇進道。安隱涅槃。彼於爾時。當修六念。乃至進得涅槃。譬如飢人。身體羸瘦。得美味食。身體肥澤。如是。比丘住在學地。求所未得。上昇進道。安隱涅槃。修六隨念。乃至疾得安隱涅槃。　何等六念。謂聖弟子念如來事。如來．應．等正覺．明行足．善逝．世間解．無上士．調御丈夫．天人師．佛．世尊。聖弟子如是念時。不起貪欲纏。不起瞋恚．愚癡心。其心正直。得如來義。得如來正法。於如來正法．於如來所得隨喜心。隨喜心已。歡悅。歡悅已。身猗息。身猗息已。覺受樂。覺受樂已。其心定。心定已。彼聖弟子於兇嶮眾生中。無諸罣閡。入法流水。乃至涅槃。　復次。聖弟子念於法事。世尊法．律。現法能離生死熾然。不待時節。通達現法。緣自覺知。聖弟子如是念法者。不起貪欲．瞋恚．愚癡。乃至念法所熏。昇進涅槃。 ... (6념의 나머지에 대한 설명이 이어짐)

 
부처님께서 마하남에게 말씀하셨다.

만일 비구로서 배우는 자리에 있으면서 아직 얻지 못한 것이 있어서 위로 향해 올라가도록 도를 향해 매진해 안온한 열반을 구하려고 한다면, 그는 그 때에 마땅히 여섯 가지 생각[六念]을 닦아야……(내지)……더욱 매진하여 열반을 얻게 될 것이다. 비유하면 굶주린 사람이 몸이 여위었을 때 맛있는 음식을 먹으면 그의 몸이 살찌고 윤택해지는 것처럼, 비구가 배우는 자리에 머물러 있으면서, 아직 얻지 못한 것이 있어서 위로 향해 올라가도록 도를 향해 매진해 안온한 열반을 구하려고 한다면, 여섯 가지 생각[六念]을 닦아야 안온한 열반을 빨리 얻게 될 것이다.

어떤 것이 그 여섯 가지인가? 이른바 거룩한 제자는 여래에 대한 일[念如來事], 즉 '여래(如來) · 응공(應供) · 등정각(等正覺) · 명행족(明行足) · 선서(善逝) · 세간해(世間解) · 무상사(無上士) · 조어장부(調御丈夫) · 천인사(天人師) · 불세존(佛世尊)이시다'라고 생각[念如來事]해야 한다. 거룩한 제자가 이와 같이 생각할 때 탐욕의 번뇌가 일어나지 않고 성냄과 어리석은 마음이 일어나지 않는다. 그래서 그 마음이 정직해지므로 여래의 뜻을 알고 여래의 바른 법을 얻게 되며, 여래의 바른 법과 여래께서 증득하신 것에 대하여 기뻐하는 마음이 생긴다. 그렇게 기뻐하는 마음이 생긴 뒤에는 흐뭇해지고, 흐뭇해지고 나면 몸이 의지하여 쉬게 된다. 몸이 의지하여 쉬고 나면 감각이 즐거워지고, 감각이 즐거워지고 나면 마음이 고요해진다. 마음이 고요해지고 나면 그 거룩한 제자는 흉하고 험악한 중생들 속에서 모든 장애가 없이 법의 흐름에 들어가 마침내는 열반에 들게 되느니라.

또 거룩한 제자는 법에 대한 일[念於法事], 즉 '세존의 법과 율은 현재 세상에서 나고 죽는 치열한 번뇌를 여의며, 시절을 기다리지 않고 현재 세상을 통달하게 하며, 그러한 연(緣)으로 스스로 깨달아 안다'고 생각[念於法事]해야 한다. 거룩한 제자로서 이와 같이 법을 생각[念法]하는 이는 탐욕이 일어나지 않고 성냄과 어리석음이 일어나지 않으며,……(내지)……법을 생각하는 것에 훈습되어 열반으로 나아가게 되느니라. ... (6념의 나머지에 대한 설명이 이어짐)
 — 《잡아함경》 제33권 〈931. 수습주경(修習住經)〉. 한문본 & 한글본

### 대지도론
《대지도론》 제2권에서 용수는 다음과 같은 10가지 호칭을 들고 있다. 용수는 제2권에서는 이들 10가지 호칭을 10호(十號)라고 부르고 있지 않다. 하지만, 제11권 등에서는 "다타아가타(多陀阿伽陀) · 아라가(阿羅呵) · 삼먁삼불타(三藐三佛陀) 등의 10호(十號)"라고 부르고 있다.
1. 다타아가타(多陀阿伽陀, 산스크리트어: Tathāgata) - 여래(如來), 여시래(如是來)[40][41]
2. 아라가(阿羅呵, 산스크리트어: Arhat) - 살적(殺賊) · 불생(不生) · 응수공양(應受供養)[42][43]
3. 삼먁삼불타(三藐三佛陀, 산스크리트어: Samyaksaṁbuddha) - 정변지(正遍知)[44][45]
4. 비치차라나삼반나(鞞侈遮羅那三般那, 산스크리트어: Vidyācaraṇasaṁpanna) - 명행구족(明行具足)[46][47]
5. 수가타(修伽陀, 산스크리트어: sugata) - 호거(好去), 호설(好說)[48][49]
6. 노가비(路迦憊, 산스크리트어: lokavit) - 지세간(知世間)[50][51]
7. 아뇩다라(阿耨多羅, 산스크리트어: anuttara) - 무상(無上), 무답(無答)[52][53]
8. 부루사담먁바라제(富樓沙曇藐婆羅提, 산스크리트어: Puruṣadamyaksārathi) - 가화장부조어사(可化丈夫調御師)[54][55]
9. 사다제바마누사남(舍多提婆魔㝹舍喃, 산스크리트어: Śāstādevamanuṣyāṇāṃ) - 천인사(天人師), 천인교사(天人教師)[56][57]
10. 불타(佛陀, 산스크리트어: Buddha) - 지자(知者), 아는 자[知者][58][59]

그리고 이들 10가지 외에도 다음과 같은 다른 호칭들이 있다고 말하고 있다.
1. 바가바(婆伽婆, 산스크리트어: Bhagavat) - 유덕(有德) - 덕을 지닌 분[60][61]
2. 아바마(阿婆磨, 산스크리트어: Asama) - 무등(無等) - 같을 이 없는 분[62][63]
3. 아바마바마(阿婆摩婆摩, 산스크리트어: Asamasama) - 무등등(無等等) - 동등함이 없는 분[64][65]
4. 노가나타(路迦那他, 산스크리트어: lokanātha) - 세존(世尊) - 세상에서 존귀한 분[66][67][68]
5. 바라가(波羅伽, 산스크리트어: Pāraga) - 도피안(渡彼岸) - 피안으로 건너가신 분[69][70]
6. 바단타(婆檀陀, 산스크리트어: Bhadanta) - 대덕(大德) - 큰 덕을 지닌 분[71][72]
7. 시리가나(尸梨伽那, 산스크리트어: Śrīguṇa) - 후덕(厚德) - 후덕하신 분(厚德)[73][74]

### 대승의장

#### 대승의장의 10호
《대승의장》 제20권에서 혜원(慧遠: 523~592)은 아래 목록에 나타난 10가지 호칭을 들고 있으며, 이들을 10호(十號)라고 부르고 있다.
혜원은 10호(十號)가 부처[佛]와 여래(如來)의 공덕을 가리키는 명칭으로, 깨달은 자들인 석가(釋迦) · 미륵(彌勒) · 아촉불(阿閦佛) 등이 모두 그 명칭[名]이 다르지만 아래 목록에 나타난 10호 즉 10가지 호칭[號]은 이들 모두에게 공통된다고 말하고 있다. 즉, 이들 10호가 가리키는 10가지 공덕은 모두 부처 또는 여래에게 공통된다고 말하고 있다.
1. 여래(如來) - 다타아가도(多陀阿伽度) · 다타아가태(多陀阿伽馱)[76]
2. 응공(應供) - 아라가(阿羅呵) · 아라하(阿羅呵)[77]
3. 정변지(正遍知) - 등정각(等正覺)[78][79][80]
4. 명행족(明行足)[78][79][81]
5. 선서(善逝) - 호거(好去)[82]
6. 세간해(世間解)[83]
7. 무상사조어장부(無上士調御丈夫)[84]
8. 천인사(天人師)[85]
9. 불(佛) - 각지(覺知) · 자각(自覺) · 각타(覺他) · 각행궁만(覺行窮滿)[86]
10. 세존(世尊) - 세흠중(世欽重) · 바가바(婆伽婆)[87]

#### 자리덕·이타덕과 자덕·화덕
혜원은 10호 가운데 앞의 5가지 호칭은 자리덕(自利德) 즉 자리(自利)의 덕(德)을, 뒤의 5가지 호칭은 이타덕(利他德) 즉 이타(利他)의 덕(德)을 나타낸다고 말하고 있다. 그리고 그는 또한 자리덕을 자덕(自德)이라고 부르고도 있으며 이타덕을 교화의 덕이라는 뜻에서 화덕(化德)이라고도 부르고 있다.
그리고, 10호 가운데 여래(如來)라는 호칭은 비록 '여실히[如] (진리로) 들어가다[來]'로 해석하여 자리(自利)의 호칭으로 분류할지라도 그 이 호칭 자체의 문자 그대로의 뜻인 '진리[如]로부터 (중생을 돕기 위해) 오다[來]'라는 뜻의 이타(利他)의 뜻이 함께 갖추어진 호칭으로 해석해야 하며, 이 두 가지 뜻은 동전의 양면처럼 불가분리(不可分離)하여 하나의 뜻[一義]을 이룬다고 말하고 있다.

#### 10호의 세부 분류
혜원은 다음과 같이 10호를 세분하고 있다.
- 자리덕(自利德) 또는 자덕(自德)
  - 제1대(第一對): 첫 번째의 원인과 결과의 쌍
    - 여래(如來) - 명도원(明道圓): 도(道: 도제)의 원만함을 보임
    - 응공(應供) - 창멸극(彰滅極): 멸(滅: 뎔제)의 극치를 드러냄

  - 제2대(第二對): 두 번째의 원인과 결과의 쌍
    - 정변지(正遍知) - 인원(因圓): 원인 즉 인위(因位)의 원만함
    - 명행족(明行足) - 인원(因圓): 원인 즉 인위(因位)의 원만함
    - 선서(善逝) - 과극(果極): 증과(證果)의 극치 즉 과위(果位)
- 이타덕(利他德) 또는 화덕(化德)
  - 덕능화물(德能化物): 능히 모든 존재[物]를 교화하는 덕을 가짐
    - 세간해(世間解) - 화타지지(化他之智): 다른 유정을 교화하는 지혜[智]가 원만함
    - 무상사조어장부(無上士調御丈夫) - 화타지능(化他之能): 다른 유정을 교화하는 공능 즉 역량이 원만함
    - 천인사(天人師) - 화타지덕(化他之德) - 다른 유정을 교화하는 덕 즉 스승으로서의 공덕 즉 계 · 정 · 혜가 원만함
    - 불(佛) - 화타지행(化他之行) - 각행궁만(覺行窮滿) 즉 자각(自覺) · 각타(覺他)의 2행(二行)이 원만함[90]

  - 세흠경(世欽敬): 세간의 공경을 받음
    - 세존(世尊): 세흠중(世欽重) - 세상에서 공경하고 귀중하게 여기는 존재, 바가바(婆伽婆)라고도 함

### 불설십호경
《불설십호경》에서는 다음과 같은 10가지 호칭을 들고 있다.
1. 여래(如來)
2. 응공(應供)
3. 정등각(正等覺)
4. 명행족(明行足)
5. 선서(善逝)
6. 세간해(世間解)
7. 무상사(無上士)
8. 조어장부(調御丈夫)
9. 천인사(天人師)
10. 불세존(佛世尊)

## 여래10호

### 여래
여래(如來, 산스크리트어: tathāgata, 영어: thus gone, thus come)는 다타아가타(多陀阿伽陀) 또는 여시래(如是來)라고도 한다.
여래(如來)의 한자어 문자 그대로의 뜻은 '진리[如]에서 오다' · '이와 같이 오다' 또는 '그렇게 오다'이다. 여시래(如是來)의 한자어 문자 그대로의 뜻은 '이와 같이 오다' 또는 '그렇게 오다'이다.
《대지도론》 제2권에서는 다타아가타(多陀阿伽陀)라고 음역하고 있는데,
다타아가타는 다음의 3가지 뜻 모두가 합쳐진 것이다.
1. 여법상해(如法相解): 법상(法相) 그대로 안다. 즉, 일체법을 있는 그대로 안다.
2. 여법상설(如法相說): 법상(法相) 그대로 설한다. 즉, 일체법을 있는 그대로 설한다.
3. 여시래(如是來): 모든 부처가 안온도(安隱道: 편안한 길) 즉 열반의 세계로부터 온 것처럼 고타마 붓다도 '그렇게 왔으며[如是來]' 다시는 후유(後有)로 돌아가지 않는다.

참고로, 세친은 《구사론》 제13권에서 열반(涅槃) 즉 진해탈(眞解脫: 진실의 해탈)은 최고로 안온(安隱)하며 모든 괴로움이 영원히 적멸해 있기 때문에 승의선(勝義善: 궁극의 선, 가장 뛰어난 선, 최고의 선)이라고 한다고 말하고 있다.

### 응공
응공(應供, 산스크리트어: arhat, 영어: worthy one)은 불생(不生) · 살적(殺賊) · 아라가(阿羅呵) · 아라하(阿羅呵) · 아라한(阿羅漢) 또는 응수공양(應受供養)이라고도 한다.
《대지도론》 제2권에서는 산스크리트어 아르하트(arhat)를 아라가(阿羅呵)라고 음역하고 있으며, 제3권에서는 아라한(阿羅漢)이라 음역하고 있다. 이에 대해 3가지 뜻이 있다고 설하고 있는데, 그 첫 번째는 살적(殺賊)이고, 두 번째는 불생(不生)이고, 세 번째는 응수공양(應受供養)이다.

#### 살적 (아라가·아라하·아라한)
《대지도론》에 제2권에 따르면, 아라(阿羅, 산스크리트어: ar)는 적(賊, 산스크리트어: ari)을 뜻하고, 가(呵, 산스크리트어: hat)는 살(殺, 산스크리트어: han)을 뜻한다. 즉, 비유하자면, 부처는 6바라밀 가운데 인욕을 투구로 삼고, 정진을 갑옷으로 삼교, 지계를 큰 말로 삼고, 선정을 활로 삼고, 지혜를 좋은 화살로 삼아 외적으로는 마왕의 군대를 깨뜨리고 내적으로는 번뇌라는 도적을 무찌르기 때문에 음역하여 아라가(阿羅呵)라고 이름하며, 의역하여 살적(殺賊)이라 한다.
다시, 《대지도론》 제3권에 따르면, 아라한(阿羅漢)은 파적(破賊)이라고도 의역되는데, 모든 '번뇌라는 적'을 깨뜨린다[一切煩惱賊破]는 것을 뜻한다. 즉, 모든 번뇌를 완전히 극복한다는 것을 뜻한다.

#### 불생 (아라가·아라하·아라한)
《대지도론》 제2권에 따르면, 아(阿 산스크리트어: a)는 부정접두어로서 불(不, 산스크리트어: ā)을 뜻하고, 라가(羅呵, 산스크리트어: rhat)는 생(生, 산스크리트어: rahat)을 뜻한다. 즉, 비유하자면, 부처의 경우, 마음이라는 종자(種子)가 후세(後世)라는 밭[田] 즉 '내생의 6도에 윤회하는 삶'을 생겨나게 하지 않으며 오히려 무명(無明)이라는 '마음 종자를 둘러싸고 있는 겨[糠: 종자의 껍질]'를 벗어나게[脫] 한다. 이러한 이유로 음역하여 아라가(阿羅呵)라고 이름하며, 의역하여 불생(不生)이라 한다.
다시, 《대지도론》 제3권에 따르면, 아라한(阿羅漢) 즉 불생(不生)이란 '다시는 후세(後世)에 태어나지 않는다[後世中更不生]'는 것을 뜻한다.

#### 응공·응수공양 (아라가·아라하·아라한)
《대지도론》 제2권에 따르면, 아라가(阿羅呵) 즉 산스크리트어 아르하트(arhat)라는 낱말의 그 자ㅔ 그대로의 의미가 응수공양(應受供養) 즉 '공양을 받을 만한 자'이다. 즉, 부처는 모든 결사(結使) 즉 번뇌를 제거하였고 일체(一切)의 지혜를 획득하였으므로 하늘과 땅의 모든 유정들의 공양을 받을 자격이 있다. 따라서 부처를 아라가라고도 한다.
다시, 《대지도론》 제3권에 따르면, 아라한(阿羅漢)은 모든 누(漏) 즉 번뇌가 다하였기 때문에 일체(一切)의 세간 즉 모든 우주의 모든 천인[天]과 인간[人]의 공양을 받을 자격이 있다. 따라서 부처를 아라한이라고도 한다.

### 정등각
정등각(正等覺, 산스크리트어: samyak-saṃbuddha, 영어: perfectly self-enlightened)은 정변지(正遍知) · 삼먁삼불타(三藐三佛陀) · 정각자(正覺者) · 정등각자(正等覺者) 또는 무상정등각자(無上正等覺者)라고도 한다.

## 같이 보기
- 바가바(박가범)
- 제불통호
- 아라한
- 6념

## 참고 문헌
- 이 문서에는 다음커뮤니케이션(현 카카오)에서 GFDL 또는 CC-SA 라이선스로 배포한 글로벌 세계대백과사전의 내용을 기초로 작성된 글이 포함되어 있습니다.
- 곽철환 (2003). 《시공 불교사전》. 시공사 / 네이버 지식백과. |title=에 외부 링크가 있음 (도움말)
- 불타야사·축불념 한역, 번역자 미상 (K.647, T.1). 《장아함경》. 한글대장경 검색시스템 - 전자불전연구소 / 동국역경원. K.647(17-815), T.1(1-1). |title=에 외부 링크가 있음 (도움말)
- 용수 지음, 구마라습 한역, 김성구 번역 (K.549, T.1509). 《대지도론》. 한글대장경 검색시스템 - 전자불전연구소 / 동국역경원. K.549(14-493), T.1509(25-57). |title=에 외부 링크가 있음 (도움말)
- 운허.  동국역경원 편집, 편집. 《불교 사전》. |title=에 외부 링크가 있음 (도움말)
- 진현종 (2007). 《한 권으로 읽는 팔만대장경》. 영담스님 감수. 들녘 / 네이버 지식백과. |title=에 외부 링크가 있음 (도움말)
- 천식재 한역, 송성수 번역 (K.1141, T.782). 《불설십호경》. 한글대장경 검색시스템 - 전자불전연구소 / 동국역경원. K.1141(33-1181), T.782(17-719). |title=에 외부 링크가 있음 (도움말)
- (영어) DDB. 《Digital Dictionary of Buddhism (電子佛教辭典)》. Edited by A. Charles Muller. |title=에 외부 링크가 있음 (도움말)
- (중국어) 佛門網. 《佛學辭典(불학사전)》. |title=에 외부 링크가 있음 (도움말)
- (중국어) 불타야사·축불념 한역 (T.1). 《장아함경(長阿含經)》. 대정신수대장경. T1, No. 1, CBETA. |title=에 외부 링크가 있음 (도움말)}
- (중국어) 星雲. 《佛光大辭典(불광대사전)》 3판. |title=에 외부 링크가 있음 (도움말)
- (중국어) 阿含辭典. 《阿含辭典(아함사전)》. |title=에 외부 링크가 있음 (도움말)
- (중국어) 용수 조, 구마라습 한역 (T.1509). 《대지도론(大智度論)》. 대정신수대장경. T25, No. 1509, CBETA. |title=에 외부 링크가 있음 (도움말)}
- (중국어) 丁福保. 《佛學大辭典(불학대사전)》. 一行佛學辭典搜尋. |title=에 외부 링크가 있음 (도움말)
- (중국어) 천식재 한역 (T.782). 《불설십호경(大乘義章)》. 대정신수대장경. T17, No. 782, CBETA. |title=에 외부 링크가 있음 (도움말)
- (중국어) 혜원 찬 (T.1851). 《대승의장(大乘義章)》. 대정신수대장경. T44, No. 1851, CBETA. |title=에 외부 링크가 있음 (도움말)